# Тронцано Верчелезе
Тронца̀но Верчелѐзе (на италиански: Tronzano Vercellese; на пиемонтски: Tronsan, Тронсан) е малко градче и община в Северна Италия, провинция Верчели, регион Пиемонт. Разположено е на 182 m надморска височина. Населението на общината е 3553 души (към 2013 г.).